# Satysfakcja – 50 lat The Rolling Stones
Satysfakcja – 50 lat The Rolling Stones - książka biograficzna opisująca losy zespołu The Rolling Stones na tle epoki i zmian zachodzących w kulturze popularnej kolejnych dekad XX wieku, poczynając od lat 60. Historia grupy jest opowieścią o jej członkach, pośród których na pierwsze miejsce wysuwają się Mick Jagger i Keith Richards oraz ich burzliwa przyjaźń. Autor poświęca też wiele uwagi wszystkim pozostałym muzykom The Rolling Stones. Omawia karierę i przedwczesną śmierć Briana Jonesa, którego zastąpiło kolejno dwóch gitarzystów: Mick Taylor i (do teraz) Ronnie Wood. Osobnym bohaterem jest perkusista Charlie Watts, słynący z pasji do jazzu i do koni (i regularnie odwiedzający stadninę koni arabskich w Janowie Podlaskim). Ważne miejsce w opowieści zajmują partnerki i żony muzyków, m.in. Anita Pallenberg, Bianca Jagger, Jerry Hall, Patti Hansen i popularna projektantka L’Wren Scott. Oryginalnym członkiem zespołu był także basista Bill Wyman, który odszedł z The Rolling Stones w 1992 roku.
Satysfakcja to obfitująca w anegdoty opowieść o czasach definiowanych hasłem „seks, narkotyki i rock’n’roll”, ale autor – nie stroniąc od sensacyjnych doniesień na temat życia osobistego idoli rocka – poświęca wiele uwagi charakterystyce czasów, w jakich rozgrywa się zajmująca już ponad pół wieku akcja opowieści. The Rolling Stones nie tylko wpisywali się w zmiany obyczajowości, ale współtworzyli je.
Podobnie było z muzyką. The Rolling Stones byli kolejno pionierami, gwiazdorami i dinozaurami rocka, nigdy jednak nie działali w próżni. Autor Satysfakcji opisuje ich fascynację czarną muzyką Stanów Zjednoczonych, wieloletnią rywalizację z The Beatles, podziw dla wpływowej twórczości piosenkarskiej Boba Dylana.
Satysfakcja to jednak przede wszystkim książka o muzyce. Autor omawia każdą nagraną przez zespół płytę: od singla Come On (1963), po kompilację GRRR! (2012). Podobnie występy The Rolling Stones – od początków zespołu w Anglii i sukcesów na fali tzw. Brytyjskiej Inwazji, po spektakularne trasy koncertowe XXI wieku: Licks Tour (2002–03) oraz A Bigger Bang Tour (2005–07). Autor omawia osobno zarówno trzy występy zespołu w Polsce, jak i liczne koncerty The Rolling Stones, które oglądał w Stanach Zjednoczonych w latach 1989–2004. Książkę zamykają obchody 50-lecia zespołu i związane z nim występy w Wielkiej Brytanii i Stanach Zjednoczonych.
Satysfakcja jest jedyną na polskim rynku księgarskim pozycją z zakresu muzyki popularnej, która doczekała się pięciu osobno aktualizowanych edycji. Książka zawiera liczne ilustracje, dyskografię oraz filmografię The Rolling Stones.
Satysfakcja to skonstruowana z niesłychaną lekkością opowieść o popkulturze na przestrzeni pięciu (!) dekad z naczelnym w niej udziałem zespołu, który jako pierwszy w historii cywilizacji ma szansę pojechać w „pośmiertną trasę koncertową”. Humor Wyszogrodzkiego, barwne i notoryczne ciekawostki okraszane ciętymi, autorskimi ripostami oraz niezwykła staranność w zakresie faktów, a nie mitów, każą uznawać tę książkę za jednego z najlepszych kumpli, jakich można mieć pod ręką. Ja się zaprzyjaźniłem błyskawicznie, czego i Państwu życzę.
Piotr Stelmach, Program III Polskiego Radia.